# Stade Den Dreef
Le King Power at Den Dreef Stadion est un stade de football, localisé à Louvain, en Belgique. Il héberge le club d'Oud-Heverlee Louvain, qui évolue en 1re division.

## Histoire
Le stade était auparavant appelé Leuvens Sportcentrum, et était une enceinte multisports, comprenant notamment une piste d'athlétisme. En 2002, le complexe est réaménagé en enceinte dédiée uniquement au football, avec quatre tribunes séparées bordant le terrain à la place de l'ancienne d'athlétisme, afin que les supporters soient plus près de la surface de jeu. Seule la tribune debout de l'ancien édifice, côté Sud, a été initialement conservée. 
La première tribune à être rebâtie est la tribune assise face à la tribune debout. Elle comporte deux étages, entre lesquels se trouvent des loges vitrées pour les invités VIP. Ensuite, les deux tribunes derrière les buts sont construites, chacune ajoutant environ 450 places à la capacité du stade, portant celle-ci à 7 435 places, dont 5 106 assises. La tribune côté ouest est généralement réservée aux supporters du club visiteur, qui bénéficient d'une entrée distincte située Tervuursevest.
À la suite de la montée du club en Jupiler Pro League en 2011, faisant de lui le premier club louvaniste à jouer au plus haut niveau national depuis 1950, le bourgmestre Louis Tobback promet de faire construire un nouveau stade de 20 000 places à Haasrode s'il parvenait à s'y maintenir au moins cinq saisons. Si tel devait être le cas, l'ancienne enceinte "Den Dreef" serait démolie.

## Matches internationaux
| Liste des matchs de l'équipe de Belgique de football disputés à Den Dreef | Liste des matchs de l'équipe de Belgique de football disputés à Den Dreef | Liste des matchs de l'équipe de Belgique de football disputés à Den Dreef | Liste des matchs de l'équipe de Belgique de football disputés à Den Dreef | Liste des matchs de l'équipe de Belgique de football disputés à Den Dreef | Liste des matchs de l'équipe de Belgique de football disputés à Den Dreef | Liste des matchs de l'équipe de Belgique de football disputés à Den Dreef |
| N°                                                                        | Date                                                                      | Match                                                                     | Score                                                                     | Compétition                                                               | Affluence                                                                 |                                                                           |
| ------------------------------------------------------------------------- | ------------------------------------------------------------------------- | ------------------------------------------------------------------------- | ------------------------------------------------------------------------- | ------------------------------------------------------------------------- | ------------------------------------------------------------------------- | ------------------------------------------------------------------------- |
| 1                                                                         | 10 novembre 2020                                                          | Belgique - Suisse                                                         | 2-1                                                                       | Match amical                                                              | 0                                                                         |                                                                           |
| 2                                                                         | 15 novembre 2020                                                          | Belgique - Angleterre                                                     | 2-0                                                                       | Ligue des Nations                                                         | 0                                                                         |                                                                           |
| 3                                                                         | 19 novembre 2020                                                          | Belgique - Danemark                                                       | 4-2                                                                       | Ligue des Nations                                                         | 0                                                                         |                                                                           |
| 4                                                                         | 24 mars 2021                                                              | Belgique - Pays de Galles                                                 | 3-1                                                                       | Éliminatoires Coupe du Monde, Groupe E                                    | 0                                                                         |                                                                           |
| 5                                                                         | 30 mars 2021                                                              | Belgique - Biélorussie                                                    | 8-0                                                                       | Éliminatoires Coupe du Monde, Groupe E                                    | 0                                                                         |                                                                           |
| 6                                                                         | 15 novembre 2023                                                          | Belgique - Serbie                                                         | 1-0                                                                       | Match amical                                                              | 0                                                                         |                                                                           |